# زعتر سوري

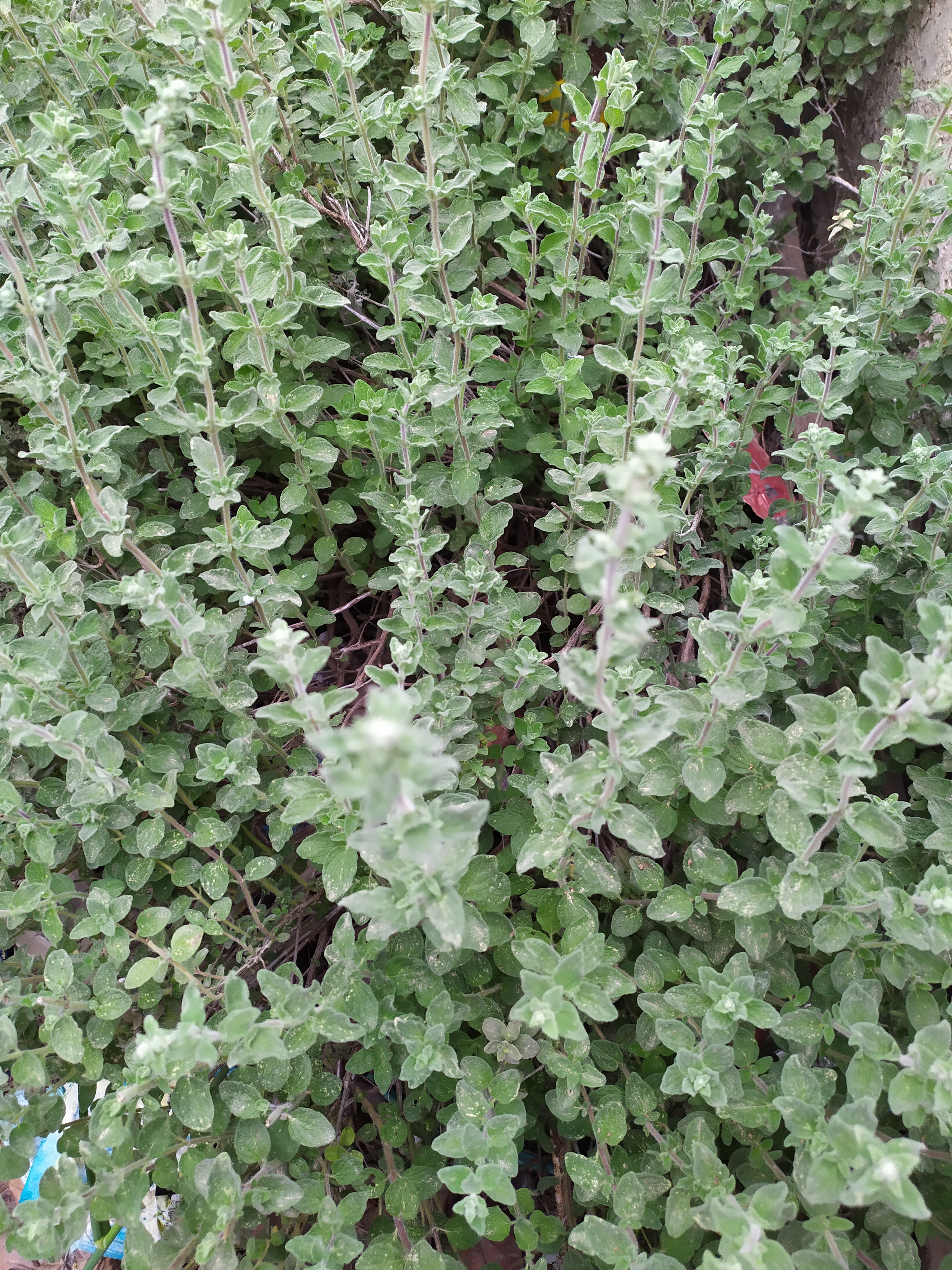
زعتر جبلي، يستخدم غذاء ودواء

الزعتر السوري (باللاتينية: Thymus syriacus) نوع نباتي من جنس الزعتر الذي يتبع الفصيلة الشفوية.

## البيئة والانتشار
موطنه في بلاد الشام.

## الوصف النباتي
عشبة معمرة تنمو في الجبال وبين الصخور،  وتتحمل الجفاف، تستخدم على نطاق واسع في الغذاء والدواء.

## مرادفات للاسم العلمي
- (باللاتينية: Origanum syriacum (Boiss.) Kuntze, nom. illeg.)